# マルゲリータ・ディ・サヴォイア (マントヴァ公妃)
マルゲリータ・ディ・サヴォイア（イタリア語: Margherita di Savoia, 1589年4月28日 - 1655年6月26日）は、マントヴァ公およびモンフェッラート公フランチェスコ4世の妃。スペインとの同君連合時代のポルトガルで、最後の副王となった。ポルトガルでは「ドゥケサ・デ・マントゥア」（Duquesa de Mantua：マントヴァ公妃）の称号で知られる。

## 生涯
サヴォイア公カルロ・エマヌエーレ1世と妃カテリーナ・ミケーラの第2子として、トリノで生まれた。
1608年2月、マントヴァ公世子だったフランチェスコと結婚。マリーア（1609年 - 1660年）、ルドヴィーコ（1611年 - 1612年）、エレオノーラ（1612年、夭折）の3子をもうけた。ところが、1612年にマントヴァ公となったフランチェスコは同じ年のうちに亡くなった。フランチェスコには長女マリーアしかいなかったため、彼の実弟フェルディナンド枢機卿が還俗し、フェルディナンド1世として公位を継いだ。
男子継承を優先させたことに、マルゲリータは憤った。元々、男子が優先されるものの女性による公位継承は禁止されていたわけではなく、1531年にモンフェッラート侯位を持っていたマルゲリータ・パレオロギがマントヴァ公フェデリーコ2世・ゴンザーガと結婚したことにより、フェデリーコ2世はモンフェッラート侯を名乗るようになったのである。幼いマリーアの後見としてマルゲリータは抗議をしたが、フェルディナンド1世の治下で冷遇された。
1626年、フェルディナンド1世は妃カテリーナ・デ・メディチ（トスカーナ大公フェルディナンド1世・デ・メディチの次女）との間に子供がないまま没し、後を継いだのは彼の弟で枢機卿だったヴィンチェンツォ2世だった。彼も子供がないまま、翌1627年に急逝した。このため、マントヴァ公位をめぐってマントヴァ継承戦争（1627年 - 1632年）が起こり、公国はスペインに占領された。
マルゲリータの長女マリーアは、1627年にフランスの貴族ヌヴェール公子シャルル・ド・ゴンザーグ＝ヌヴェール（ゴンザーガ家の傍系）と結婚した。これにより、マントヴァ公位はシャルルの父ヌヴェール公爵のものとなり、彼はカルロ1世としてマントヴァ公およびモンフェッラート公となった。
1635年、マルゲリータは母方の従弟にあたるスペイン王フェリペ4世に依頼され、スペイン領ポルトガルの副王となった。彼女はフェリペ2世の孫娘であり、姉妹である父方の曾祖母ベアトリスと母方の曾祖母イザベルの2人を通じてポルトガル王マヌエル1世の血を引くことから、白羽の矢が立ったものである。この人事は、ポルトガル摂政会議の一員ディオゴ・ソアレス、オリバレス公、実質的なポルトガル統治責任者であったミゲル・ヴァスコンセロスの努力によるものだった。
1640年、数年来の盛り上がりを見せていたポルトガル再独立は、ブラガンサ公ジョアン（のちのジョアン4世）を旗印にして革命となって爆発した（ポルトガル王政復古戦争）。ヴァスコンセロスは暗殺され、マルゲリータは沈静化を図るものの失敗し、5年もの間反乱は続いた。マルゲリータはその間、取り巻きとともにリスボンに残り、新王ジョアンに退去を許されるまで留め置かれた。
1655年、マルゲリータはスペインのミランダ・デ・エブロで亡くなった。